# Liste des statues des façades de l'hôtel de ville de Paris
Pour un article plus général, voir Hôtel de ville de Paris.

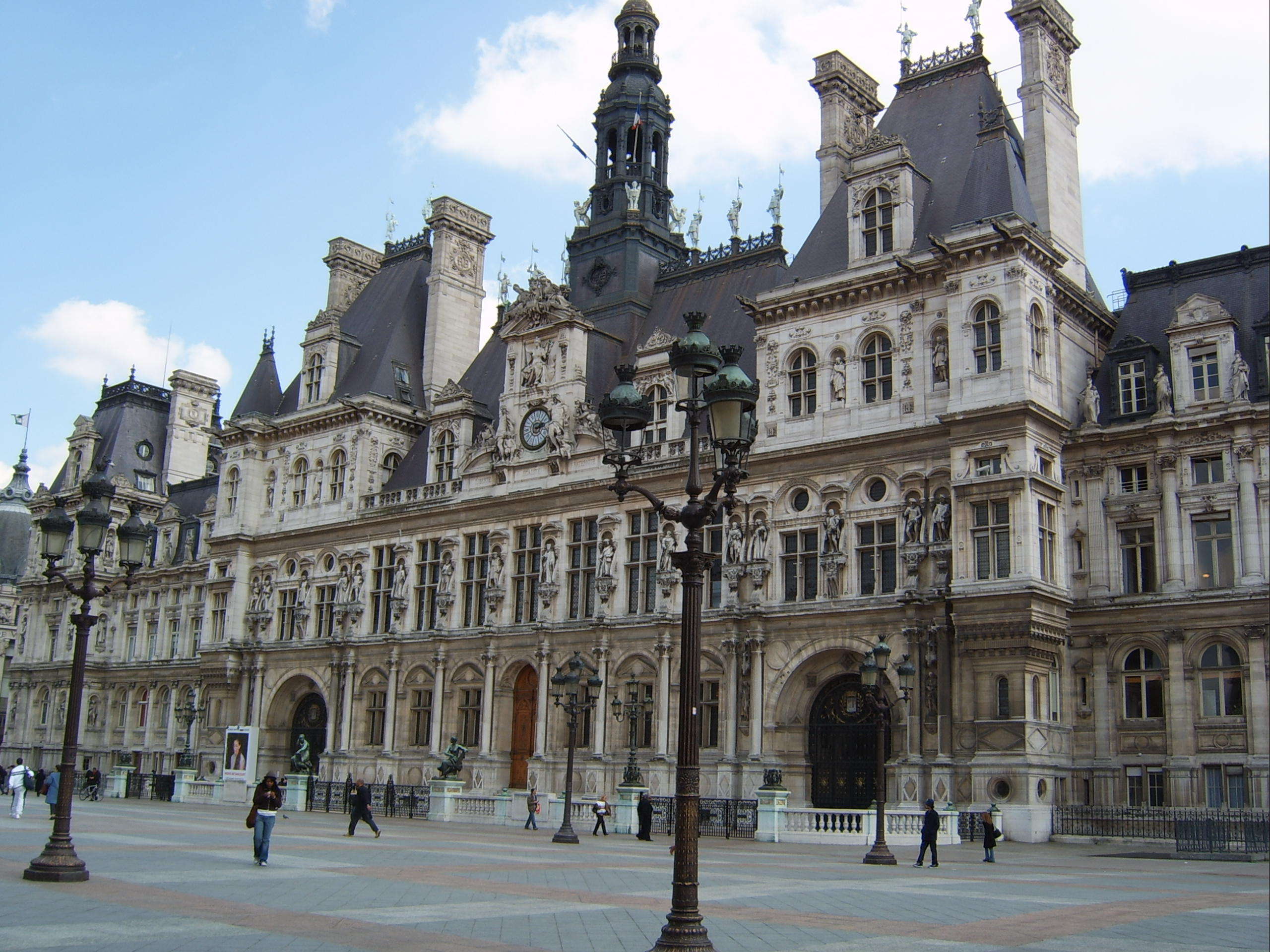
Façade de l'hôtel de ville.

Les statues des façades de l'hôtel de ville de Paris sont des statues représentant des personnages marquants de la ville de Paris, artistes, savants, personnalités politiques, industriels, ainsi que des allégories.

## Histoire
L'ancien hôtel de ville agrandi sous Louis-Philippe Ier avait déjà été orné de statues en pied représentant les hommes illustres de la capitale. Elles ont pour la plupart été détruites lors de la Commune de Paris en 1871.
Après la reconstruction de l'hôtel de ville dans des dimensions plus importantes, de nouvelles statues, beaucoup plus nombreuses, sont commandées pour orner les façades et les cours intérieures.

## Anciennes sculptures
| Personnage                      | Auteur                          | Emplacement       | Notes |
| ------------------------------- | ------------------------------- | ----------------- | ----- |
| Jean-Baptiste de Montyon        | Raymond Gayrard                 | Pavillon Nord     |       |
| Gaspard Monge                   | Gaibeyre                        | Pavillon Nord     |       |
| Antoine-Jean Gros               | Aimé Millet                     | Pavillon Nord     |       |
| Voltaire                        | Honoré Jean Aristide Husson     | Pavillon Nord     |       |
| Jean le Rond D'Alembert         | Georges Diebolt                 | Pavillon Nord     |       |
| Georges-Louis Leclerc de Buffon | Auguste-Louis Deligand          | Pavillon Nord     |       |
| Ambroise Paré                   | Joseph Marius Ramus             | Pavillon Nord     |       |
| Denis Papin                     | Célestin-Anatole Calmels        | Pavillon Nord     |       |
| Achille Ier de Harlay           | Jean-Auguste Barre              | Pavillon Nord     |       |
| Jean-Rodolphe Perronet          | Antonin Moine                   | Façade principale |       |
| D'Argenson                      | Valcher                         | Façade principale |       |
| François Mansart                | Faugince                        | Façade principale |       |
| Charles Le Brun                 | François Augustin Caunois       | Façade principale |       |
| Eustache Le Sueur               | Jean-Louis Chenillion           | Façade principale |       |
| Vincent de Paul                 | Joseph Marius Ramus             | Façade principale |       |
| Jean de La Vacquerie            | Louis Auvray                    | Façade principale |       |
| Philibert Delorme               | Faugince                        | Façade principale |       |
| Gozlin (évêque)                 | François-Alfred Grevenich       | Façade principale |       |
| Pierre Lescot                   | Joseph-Silvestre Brun           | Façade principale |       |
| Jean Goujon                     | Pierre Joseph Demongé Chardigny | Façade principale |       |
| Étienne Boileau                 | Victor Huguenin                 | Façade principale |       |
| Hugues Aubriot                  | Justin-Marie Lequien            | Façade principale |       |
| Saint Landri                    | Jean-Baptiste Joseph Debay fils | Façade principale |       |
| Odon de Sully                   | Louis Desprez                   | Façade principale |       |
| Jean Jouvenel des Ursins        | Antoine Laurent Dantan          | Façade principale |       |
| Pierre de Viole                 | Jehan Du Seigneur               | Façade principale |       |
| Michel de Lallier               | Antonin Moine                   | Façade principale |       |
| Guillaume Budé                  | Joseph Brian                    | Façade principale |       |
| François Miron                  | Jean-Louis Jaley                | Façade principale |       |
| Robert Estienne                 | Joseph-Stanislas Lescorné       | Façade principale |       |
| J. Aubry                        | Raymond Gayrard                 | Façade principale |       |
| Mathieu Molé                    | Jules-Antoine Droz              | Façade principale |       |
| Charles Rollin                  | Louis-Denis Caillouette         | Façade principale |       |
| Charles-Michel de L'Épée        | Auguste Préault                 | Façade principale |       |
| Anne Robert Jacques Turgot      | Denis Foyatier                  | Façade principale |       |
| Jean Sylvain Bailly             | Honoré Jean Aristide Husson     | Façade principale |       |
| Nicolas Frochot                 | Louis Desprez                   | Façade principale |       |
| Antoine Lavoisier               | Armand Toussaint                | Pavillon Sud      |       |
| Nicolas de Condorcet            | Carrier                         | Pavillon Sud      |       |
| Gilbert du Motier de La Fayette | Jean-Louis Chenillion           | Pavillon Sud      |       |
| Nicolas de La Reynie            | Protat                          | Pavillon Sud      |       |
| Jean-Baptiste Colbert           | Michel-Louis Victor Mercier     | Pavillon Sud      |       |
| Nicolas de Catinat              | Camille Demesmay                | Pavillon Sud      |       |
| Jacques-Auguste de Thou         | Hippolyte Maindron ?            | Pavillon Sud      |       |
| Nicolas Boileau                 | Hippolyte Maindron              | Pavillon Sud      |       |
| Molière                         | Auguste Ottin                   | Pavillon Sud      |       |

## Sculptures actuelles
Façade extérieures :
- Ouest : façade principale, donnant sur le parvis de l'hôtel de ville
- Sud : façade donnant sur la Seine et le quai de l'Hôtel-de-Ville
- Est : façade donnant sur la rue de Lobau
- Nord : façade donnant sur la rue de Rivoli

| Personnage ou allégorie                              | Auteur                                | Façade                     | Niv. | Position horizontale               | Image |
| ---------------------------------------------------- | ------------------------------------- | -------------------------- | ---- | ---------------------------------- | ----- |
| Jean Sylvain Bailly                                  | Eugène-Antoine Aizelin                | Principale                 | RdC  | Pavillon d'angle gauche            |       |
| Alexandre Ledru-Rollin                               | Léon-Eugène Longepied                 | Principale                 | RdC  | Pavillon d'angle gauche            |       |
| Jean-Baptiste Pigalle                                | Pierre Loison                         | Principale                 | RdC  | Pavillon d'angle gauche, en retour |       |
| Jean le Rond D'Alembert                              | Auguste Rodin                         | Principale                 | 1er  | Pavillon d'angle gauche            |       |
| Paul-Louis Courier                                   | Édouard Houssin                       | Principale                 | 1er  | Pavillon d'angle gauche            |       |
| Guy-Crescent Fagon                                   | Raymond Barthélemy                    | Principale                 | 1er  | Pavillon d'angle gauche, en retour |       |
| Armand Jean du Plessis de Richelieu                  | Jean Turcan                           | Principale                 | 2e   | Pavillon d'angle gauche            |       |
| Eustache Le Sueur                                    | Maximilien Louis Bourgeois            | Principale                 | 2e   | Pavillon d'angle gauche            |       |
| Henri Sauval                                         | Alfred Boucher                        | Principale                 | 2e   | Pavillon d'angle gauche, en retour |       |
| Molière                                              | Augustin-Jean Moreau-Vauthier         | Principale                 | RdC  | Partie centrale                    |       |
| Anne Robert Jacques Turgot                           | Alexandre Oliva                       | Principale                 | RdC  | Partie centrale, à gauche          |       |
| Antoine Lavoisier                                    | Jean-Antoine-Marie Idrac              | Principale                 | RdC  | Partie centrale, à droite          |       |
| Voltaire                                             | Jules Coutan                          | Principale                 | RdC  | Partie centrale, à droite          |       |
| Jean Goujon                                          | André-Joseph Allar                    | Principale                 | 1er  | Partie centrale, à gauche          |       |
| Guillaume Budé                                       | Tony Noël                             | Principale                 | 1er  | Partie centrale, à gauche          |       |
| Pierre de Montreuil                                  | Laurent Marqueste                     | Principale                 | 1er  | Partie centrale, à gauche          |       |
| Achille Ier de Harlay                                | Martial Thabard                       | Principale                 | 1er  | Partie centrale, à gauche          |       |
| Jean Bullant                                         | André-Joseph Allar                    | Principale                 | 1er  | Partie centrale, à gauche          |       |
| Charles Dumoulin                                     | Daniel Dupuis                         | Principale                 | 1er  | Partie centrale, à gauche          |       |
| Henri Estienne                                       | Jean-Jules Allasseur                  | Principale                 | 1er  | Partie centrale, à gauche          |       |
| Pierre de Viole                                      | Louis Schroeder                       | Principale                 | 1er  | Partie centrale, à droite          |       |
| François Miron                                       | Henri-Frédéric Iselin                 | Principale                 | 1er  | Partie centrale, à droite          |       |
| Michel de Lallier                                    | Jean-Paul Aubé                        | Principale                 | 1er  | Partie centrale, à droite          |       |
| Mathieu Molé                                         | Daniel Dupuis                         | Principale                 | 1er  | Partie centrale, à droite          |       |
| Pierre de L'Estoile                                  | Martial Thabard                       | Principale                 | 1er  | Partie centrale, à droite          |       |
| Étienne Boileau                                      | Henri Allouard                        | Principale                 | 1er  | Partie centrale, à droite          |       |
| Boccador                                             | Jules Blanchard                       | Principale                 | 1er  | Partie centrale, à droite          |       |
| Pierre Lescot                                        | Jean-Antoine Injalbert                | Principale                 | 1er  | Partie centrale, à droite          |       |
| Germain Pilon                                        | Jean-Antoine Injalbert                | Principale                 | 1er  | Partie centrale, à droite          |       |
| Jules Hardouin-Mansart                               | Henri Allouard                        | Principale                 | 2e   | Partie centrale, à gauche          |       |
| Jacques-Auguste de Thou                              | Jean Barnabé Amy                      | Principale                 | 2e   | Partie centrale, à gauche          |       |
| Etienne Pasquier                                     | Gustave Guitton                       | Principale                 | 2e   | Partie centrale, à droite          |       |
| André Le Nôtre                                       | Jean Marcellin                        | Principale                 | 2e   | Partie centrale, à droite          |       |
| Antoine-François Fourcroy                            | Jules Franceschi                      | Principale                 | RdC  | Pavillon d'angle droit, en retour  |       |
| Jules Michelet                                       | Jean Turcan                           | Principale                 | RdC  | Pavillon d'angle droit             |       |
| Jean-Nicolas Pache                                   | Joseph-Michel Caillé                  | Principale                 | RdC  | Pavillon d'angle droit             |       |
| Jean de La Bruyère                                   | Just Becquet                          | Principale                 | 1er  | Pavillon d'angle droit, en retour  |       |
| Louis-Joseph-Ferdinand Hérold                        | Henri Chapu                           | Principale                 | 1er  | Pavillon d'angle droit             |       |
| Jacques-Louis David                                  | Jean-Baptiste Baujault                | Principale                 | 2e   | Pavillon d'angle droit             |       |
| Charles Rollin                                       | Didier Début                          | Principale                 | 1er  | Pavillon d'angle droit, en retour  |       |
| Anne Hilarion de Costentin de Tourville              | Émile Peynot                          | Principale                 | 2e   | Pavillon d'angle droit             |       |
| Nicolas de Catinat                                   | André Paul Arthur Massoulle           | Principale                 | 2e   | Pavillon d'angle droit             |       |
| La ville d'Amiens                                    | François-Émile Carlier                | Principale                 | 2e   |                                    |       |
| La ville de Rouen                                    | Ernest-Eugène Chrétien                | Principale                 | 2e   |                                    |       |
| La ville du Havre                                    | Jean-Charles Chabrié                  | Principale                 | 2e   |                                    |       |
| La ville de Caen                                     | Arthur Le Duc                         | Principale                 | 2e   |                                    |       |
| La ville du Mans                                     | Théophile Barrau                      | Principale                 | 2e   |                                    |       |
| La ville de Rennes                                   | Louis Cosme Demaille                  | Principale                 | 2e   |                                    |       |
| La ville de Brest                                    | Charles-Élie Bailly                   | Principale                 | 2e   |                                    |       |
| La ville de Nantes                                   | Charles-Auguste Lebourg               | Principale                 | 2e   |                                    |       |
| La ville de Paris                                    | Jean Gautherin                        | Principale                 | 2e   |                                    |       |
| La ville de Bourges                                  | Auguste Martin                        | Principale                 | 2e   |                                    |       |
| La ville d'Orléans                                   | Louis Léopold Chambard                | Principale                 | 2e   |                                    |       |
| La ville de Tours                                    | Eugène-Louis Godin                    | Principale                 | 2e   |                                    |       |
| La ville de Poitiers                                 | Ferdinand Taluet                      | Principale                 | 2e   |                                    |       |
| La ville de Limoges                                  | François Sobre                        | Principale                 | 2e   |                                    |       |
| La ville de Bordeaux                                 | Jacques-Léonard Maillet               | Principale                 | 2e   |                                    |       |
| La ville de Toulouse                                 | Pierre-Bernard Prouha                 | Principale                 | 2e   |                                    |       |
| La ville de Montpellier                              | Hubert Lavigne                        | Principale                 | 2e   |                                    |       |
| Manon Roland                                         | Émile-François Chatrousse             | Seine                      | RdC  | Pavillon gauche                    |       |
| Marie de Rabutin-Chantal, marquise de Sévigné        | Eugène-Antoine Aizelin                | Seine                      | RdC  | Pavillon gauche                    |       |
| George Sand                                          | Charles-Arthur Bourgeois              | Seine                      | RdC  | Pavillon gauche, en retour         |       |
| Pierre-Jean de Béranger                              | Jean-Ossaye Mombur                    | Seine                      | 1er  | Pavillon gauche                    |       |
| Pierre-Augustin Caron de Beaumarchais                | Émile-André Boisseau                  | Seine                      | 1er  | Pavillon gauche                    |       |
| René Louis de Voyer de Paulmy d'Argenson             | Louis Martin                          | Seine                      | 1er  | Pavillon gauche, en retour         |       |
| Charles Perrault                                     | Émile Voyez                           | Seine                      | 2e   | Pavillon gauche                    |       |
| François Boucher                                     | Eugène Laurent                        | Seine                      | 2e   | Pavillon gauche                    |       |
| Charles Le Brun                                      | Jules Renaudot                        | Seine                      | 2e   | Pavillon gauche, en retour         |       |
| Élisabeth Vigée Le Brun                              | Édouard Pépin                         | Seine                      | RdC  | Pavillon droit, en retour          |       |
| Germaine de Staël                                    | Maurice Ferrary                       | Seine                      | RdC  | Pavillon droit                     |       |
| Marie-Thérèse Rodet Geoffrin                         | Jules Franceschi                      | Seine                      | RdC  | Pavillon droit                     |       |
| Alexandre Lenoir                                     | Alfred-Charles Lenoir                 | Seine                      | 1er  | Pavillon droit, en retour          |       |
| Eugène Delacroix                                     | Ernest Guilbert                       | Seine                      | 1er  | Pavillon droit                     |       |
| Alfred de Musset                                     | Jean-Antoine-Marie Idrac              | Seine                      | 1er  | Pavillon droit                     |       |
| Nicolas Fréret                                       | Théodore Greil                        | Seine                      | 2e   | Pavillon droit, en retour          |       |
| Pierre Carlet de Chamblain de Marivaux               | Louis Albert-Lefeuvre                 | Seine                      | 2e   | Pavillon droit                     |       |
| François de La Rochefoucauld                         | Didier Début                          | Seine                      | 2e   | Pavillon droit                     |       |
| La Science                                           | Alfred-Adolphe-Édouard Lepère         | Seine                      | 2e   |                                    |       |
| L'Histoire                                           | Louis Eugène Robert                   | Seine                      | 2e   |                                    |       |
| La Poésie                                            | Jean Jules Cambos                     | Seine                      | 2e   |                                    |       |
| La Musique                                           | Oscar Roty                            | Rue Lobau                  | 2e   |                                    |       |
| La Tragédie                                          | Auguste Ottin                         | Seine                      | 2e   |                                    |       |
| La Comédie                                           | Gustave Saint-Jean                    | Seine                      | 2e   |                                    |       |
| La Sculpture                                         | Henri-Charles Maniglier               | Seine                      | 2e   |                                    |       |
| L'Architecture                                       | Henri-Charles Maniglier               | Seine                      | 2e   |                                    |       |
| La Gravure                                           | Louis Merley                          | Seine                      | 2e   |                                    |       |
| La Peinture                                          | Oscar Roty                            | Rue de Lobau               | 2e   |                                    |       |
| L'Agriculture                                        | Louis-Auguste Hiolin                  | Seine                      | 2e   |                                    |       |
| L'Industrie                                          | Louis-Auguste Perrey                  | Seine                      | 2e   |                                    |       |
| Antoine-Jean Gros                                    | Jules Chaplain                        | Rue de Lobau               | RdC  | Pavillon d'angle gauche            |       |
| François-Joseph Talma                                | Lange Guglielmo                       | Rue de Lobau               | RdC  | Pavillon d'angle gauche            |       |
| Nicolas Boileau                                      | Jean-André Delorme                    | Rue de Lobau               | 1er  | Pavillon d'angle gauche            |       |
| Louis de Rouvroy, duc de Saint-Simon                 | Louis-Adolphe Eude                    | Rue de Lobau               | 1er  | Pavillon d'angle gauche            |       |
| Ange-Jacques Gabriel                                 | Amédée Jouandot                       | Rue de Lobau               | 2e   | Pavillon d'angle gauche            |       |
| Antoine Arnauld                                      | Gustave-Louis Gaudran                 | Rue de Lobau               | 2e   | Pavillon d'angle gauche            |       |
| Antoine-Louis Barye                                  | Louis-Émile Décorchemont              | Rue de Lobau               | RdC  | Pavillon central gauche, en retour |       |
| Victor Jacquemont                                    | Ernest Damé                           | Rue de Lobau               | RdC  | Pavillon central gauche            |       |
| Henri Regnault                                       | Jules Chaplain                        | Rue de Lobau               | RdC  | Pavillon central gauche            |       |
| Eugène Scribe                                        | Anatole Marquet Vasselot              | Rue de Lobau               | 1er  | Pavillon central gauche, en retour |       |
| Théodore Rousseau                                    | Adrien Étienne Gaudez                 | Rue de Lobau               | 1er  | Pavillon central gauche            |       |
| Jacques-Fromental Halévy                             | Justin-Chrysostome Sanson             | Rue de Lobau               | 1er  | Pavillon central gauche            |       |
| César-François Cassini                               | Henri Alfred Auguste Dubois           | Rue de Lobau               | 2e   | Pavillon central gauche, en retour |       |
| Lekain                                               | Léon-Alexandre Delhomme               | Rue de Lobau               | 2e   | Pavillon central gauche            |       |
| Louis-Benoît Picard                                  | Félix Martin                          | Rue de Lobau               | 2e   | Pavillon central gauche            |       |
| Alexandre-Gabriel Decamps                            | Alfred-Charles Lenoir                 | Rue de Lobau               | RdC  | Pavillon central droit             |       |
| Abel-François Villemain                              | Alexandre-Victor Lequien              | Rue de Lobau               | RdC  | Pavillon central droit             |       |
| Charles-Nicolas Cochin                               | Jean-Baptiste Gustave Deloye          | Rue de Lobau               | RdC  | Pavillon central droit, en retour  |       |
| Eugène Burnouf                                       | Louis Alexandre Lefèvre-Deslongchamps | Rue de Lobau               | 1er  | Pavillon central droit             |       |
| Charles-François Daubigny                            | Henri Honoré Plé                      | Rue de Lobau               | 1er  | Pavillon central droit             |       |
| Michel-Jean Sedaine                                  | Étienne-François Captier              | Rue de Lobau               | 1er  | Pavillon central droit, en retour  |       |
| Jean Siméon Chardin                                  | Hélène Bertaux, dite Mme Léon Bertaux | Rue de Lobau               | 2e   | Pavillon central droit             |       |
| Jean-François Regnard                                | Pierre-Eugène-Émile Hébert            | Rue de Lobau               | 2e   | Pavillon central droit             |       |
| Nicolas Malebranche                                  | Gustave Debrie                        | Rue de Lobau               | 2e   | Pavillon central droit, en retour  |       |
| Armand-Gaston Camus                                  | Joseph Tournois                       | Rue de Lobau               | RdC  | Pavillon d'angle droit             |       |
| Jean-Baptiste Biot                                   | Léon François Chervet                 | Rue de Lobau               | RdC  | Pavillon d'angle droit             |       |
| Nicolas Lancret                                      | François Truphème                     | Rue de Lobau               | 1er  | Pavillon d'angle droit             |       |
| Philippe Quinault                                    | Théodore-Charles Gruyère              | Rue de Lobau               | 1er  | Pavillon d'angle droit             |       |
| Alexis Claude Clairaut                               | Hippolyte Moreau                      | Rue de Lobau               | 2e   | Pavillon d'angle droit             |       |
| Louis Antoine de Bougainville                        | Émile-Louis Truffot                   | Rue de Lobau               | 2e   | Pavillon d'angle droit             |       |
| La ville de Nice                                     | Charles Joseph Lenoir                 | Rue de Lobau               | 2e   |                                    |       |
| La ville de Marseille                                | Jean Saint-Joly                       | Rue de Lobau               | 2e   |                                    |       |
| La ville de Nîmes                                    | Jean-Baptiste Charles Émile Power     | Rue de Lobau               | 2e   |                                    |       |
| La ville de Grenoble                                 | Victor Chappuy                        | Rue de Lobau               | 2e   |                                    |       |
| La ville de Chambéry                                 | Hubert Louis-Noël                     | Rue de Lobau               | 2e   |                                    |       |
| La ville de Saint-Étienne                            | Jules-Constant Destreez               | Rue de Lobau               | 2e   |                                    |       |
| La ville de Clermont                                 | Adolphe-Louis-Victor Geoffroy         | Rue de Lobau               | 2e   |                                    |       |
| La ville de Lyon                                     | Claudius Marioton                     | Rue de Lobau               | 2e   |                                    |       |
| La ville de Besançon                                 | François Roger                        | Rue de Lobau               | 2e   |                                    |       |
| La ville de Dijon                                    | Édouard Lormier                       | Rue de Lobau               | 2e   |                                    |       |
| La ville de Troyes                                   | Louis-Charles Janson                  | Rue de Lobau               | 2e   |                                    |       |
| La ville de Nancy                                    | André Paul Arthur Massoulle           | Rue de Lobau               | 2e   |                                    |       |
| La ville de Reims                                    | Lucien Pallez                         | Rue de Lobau               | 2e   |                                    |       |
| La ville de Lille                                    | Jules-Louis Mabille                   | Rue de Lobau               | 2e   |                                    |       |
| Beaux-Arts,                                          | Just Becquet                          | Rue de Lobau               | 2e   |                                    |       |
| Sciences,                                            | Jules-Isidore Lafrance                | Rue de Lobau               | 2e   |                                    |       |
| Lettres,                                             | Jules Blanchard                       | Rue de Lobau               | 2e   |                                    |       |
| Génie civil,                                         | Augustin-Jean Moreau-Vauthier         | Rue de Lobau               | 2e   |                                    |       |
| Industrie,                                           | Laurent Marqueste                     | Rue de Lobau               | 2e   |                                    |       |
| Agriculture,                                         | Tony Noël                             | Rue de Lobau               | 2e   |                                    |       |
| Firmin Didot                                         | Émile-Joseph-Nestor Carlier           | Rue de Rivoli              | RdC  | Pavillon gauche                    |       |
| Pierre-Antoine Berryer                               | Étienne-Henri Dumaige                 | Rue de Rivoli              | RdC  | Pavillon gauche                    |       |
| Léon Foucault                                        | Gustave-Alexandre Garnier             | Rue de Rivoli              | 1er  | Pavillon gauche                    |       |
| Jean-Rodolphe Perronet                               | Émile Hugoulin                        | Rue de Rivoli              | 1er  | Pavillon gauche                    |       |
| Marie-Jean Hérault de Séchelles                      | Charles-Romain Capellaro              | Rue de Rivoli              | 1er  | Pavillon gauche, en retour         |       |
| André-Charles Boulle                                 | Jean Dampt                            | Rue de Rivoli              | 2e   | Pavillon gauche                    |       |
| Claude Ballin                                        | Alfred Rass                           | Rue de Rivoli              | 2e   | Pavillon gauche                    |       |
| Paul Delaroche                                       | Léon-Charles Fourquet                 | Rue de Rivoli              | 2e   | Pavillon gauche, en retour         |       |
| Jean-Jacques Bachelier                               | Auguste Paris                         | Rue de Rivoli              | 2e   | Pavillon gauche, en retour         |       |
| Godefroi Cavaignac                                   | Alphonse Dumilatre                    | Rue de Rivoli              | RdC  | Pavillon droit                     |       |
| Eugène Viollet-le-Duc                                | Alphonse Dumilatre                    | Rue de Rivoli              | RdC  | Pavillon droit                     |       |
| François Denis Tronchet                              | Vital Gabriel Dubray                  | Rue de Rivoli              | 1er  | Pavillon droit, en retour          |       |
| Horace Vernet                                        | Eugène-André Oudiné                   | Rue de Rivoli              | 1er  | Pavillon droit                     |       |
| Eugène Sue                                           | Hyacinthe Chevalier                   | Rue de Rivoli              | 1er  | Pavillon droit                     |       |
| Wilhem                                               | Félix Richard                         | Rue de Rivoli              | 2e   | Pavillon droit, en retour          |       |
| Jean-Baptiste Camille Corot                          | Henri-Édouard Lombard                 | Rue de Rivoli              | 2e   | Pavillon droit, en retour          |       |
| Antoine-Isaac Silvestre de Sacy                      | Frédéric-Étienne Leroux               | Rue de Rivoli              | 2e   | Pavillon droit                     |       |
| Jean-Baptiste Bourguignon d'Anville                  | Louis Grégoire                        | Rue de Rivoli              | 2e   | Pavillon droit                     |       |
| Adrien-Marie Legendre                                | Alfred-Désiré Lanson                  | Cour du nord, façade est   | RdC  | À gauche                           |       |
| François Lemoyne                                     | Paul-Armand Bayard de la Vingtrie     | Cour du nord, façade est   | RdC  | À droite                           |       |
| François Hotman                                      | Louis-Edmond Cougny                   | Cour du nord, façade est   | 1er  | À gauche                           |       |
| Pierre Charron                                       | Benoît Lucien Hercule                 | Cour du nord, façade est   | 1er  | À droite                           |       |
| Adolphe Adam (médaillon)                             | Mathieu-Meusnier                      | Cour du nord, façade est   | 1er  |                                    |       |
| Léon Cogniet (médaillon)                             | Mathieu-Meusnier                      | Cour du nord, façade est   | 1er  |                                    |       |
| Louis Poinsot (médaillon)                            | Jean-Paul Aubé                        | Cour du nord, façade ouest | 1er  |                                    |       |
| Louis Isidore Duperrey (médaillon)                   | Jean-Paul Aubé                        | Cour du nord, façade ouest | 1er  |                                    |       |
| Charles Percier (médaillon)                          | Jean-Paul Aubé                        | Cour du nord, façade ouest | 1er  |                                    |       |
| Alexandre-Théodore Brongniart (médaillon)            | Jean-Paul Aubé                        | Cour du nord, façade ouest | 1er  |                                    |       |
| Jean-Baptiste-Antoine Lassus (médaillon)             | Jean-Paul Aubé                        | Cour du nord, façade ouest | 1er  |                                    |       |
| Henri Labrouste (médaillon)                          | Mathieu-Meusnier                      | Cour du nord, façade ouest | 1er  |                                    |       |
| André Thouin (médaillon)                             | Mathieu-Meusnier                      | Cour du nord, façade ouest | 1er  |                                    |       |
| Noël Coypel (médaillon)                              | Mathieu-Meusnier                      | Cour du nord, façade ouest | 1er  |                                    |       |
| Daniel-Charles Trudaine                              | Félix Martin                          | Cour du sud, façade est    | RdC  | À gauche                           |       |
| Charles-Simon Favart                                 | Auguste Paris                         | Cour du sud, façade est    | RdC  | À droite                           |       |
| Nicolas de Largillierre                              | Ludovic Durand                        | Cour du sud, façade est    | 1er  | À gauche                           |       |
| Olivier Patru                                        | Charles Cordier                       | Cour du sud, façade est    | 1er  | À droite                           |       |
| Joseph-Isidore Samson (médaillon)                    | Benedict Rougelet                     | Cour du sud, façade est    | 1er  |                                    |       |
| Mademoiselle Mars (médaillon)                        | Benedict Rougelet                     | Cour du sud, façade est    | 1er  |                                    |       |
| Charles Dufresny (médaillon)                         | Benedict Rougelet                     | Cour du sud, façade ouest  | 1er  |                                    |       |
| Népomucène Lemercier (médaillon)                     | Benedict Rougelet                     | Cour du sud, façade ouest  | 1er  |                                    |       |
| Antoine Chrysostome Quatremère de Quincy (médaillon) | Benedict Rougelet                     | Cour du sud, façade ouest  | 1er  |                                    |       |
| Henri-Montan Berton (médaillon)                      | Bénédict Rougelet                     | Cour du sud, façade ouest  | 1er  |                                    |       |
| Louis-Hippolyte Lebas (médaillon)                    | Bénédict Rougelet                     | Cour du sud, façade ouest  | 1er  |                                    |       |
| Pierre-Narcisse Guérin (médaillon)                   | Bénédict Rougelet                     | Cour du sud, façade ouest  | 1er  |                                    |       |
| Augustin Louis Cauchy (médaillon)                    | Bénédict Rougelet                     | Cour du sud, façade ouest  | 1er  |                                    |       |
| Charles Marie de La Condamine (médaillon)            | Bénédict Rougelet                     | Cour du sud, façade ouest  | 1er  |                                    |       |